# The Tonight Show with Conan O'Brien
Pour les articles homonymes, voir The Tonight Show.
Ne doit pas être confondu avec Late Night with Conan O'Brien ou Conan (émission de télévision).
The Tonight Show with Conan O'Brien /ðə təˈnait ʃoʊ wɪθ ˈkoʊnən əˈbɹaɪən/ est une émission de télévision américaine de type late-night show, animée par l'humoriste Conan O'Brien et diffusée en troisième partie de soirée sur le réseau de télévision NBC. L'émission, cinquième adaptation du concept du Tonight Show créé en 1954, a été diffusée du 1er juin 2009 au 22 janvier 2010. O'Brien était auparavant l'animateur du Late Night with Conan O'Brien, également sur NBC, et il remplace Jay Leno, aux commandes du Tonight Show depuis seize ans. Mais à la suite de désaccords avec la production, O'Brien a quitté NBC sept mois après avoir commencé, et Leno a repris son poste précédent et continué à présenter l'émission jusqu'en 2014.

## Historique

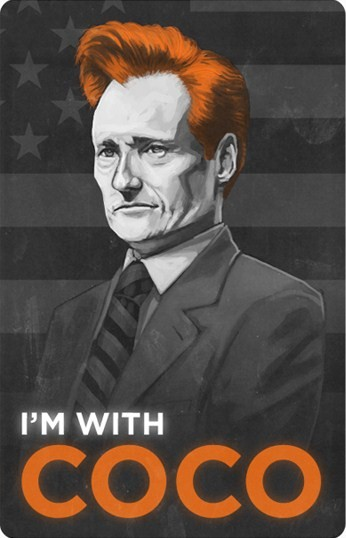
Le poster créé pour soutenir O'Brien au cours de la controverse de 2010.

En janvier 2010, sept mois après le début de la diffusion de l'émission, NBC a annoncé la modification du créneau horaire de la nouvelle émission de Leno, The Jay Leno Show. L'émission était programmée en primetime, avant le Tonight Show, mais l'audience peinait à décoller. La chaîne décida donc de remettre l'émission de Leno à 23 h 30, et de décaler la diffusion de celle de O'Brien peu après minuit. En réponse à cette annonce, O'Brien a déclaré qu'il ne souhaitait pas poursuivre la présentation du Tonight Show s'il était effectivement décalé après minuit afin d'accommoder Jay Leno. Il a ajouté qu'il avait peur que cela n'affecte la réputation de l'émission, qui a depuis toujours succédé aux informations locales de la nuit. Après deux mois de négociations, NBC a dédommagé O'Brien avec 45 millions de dollars, mettant fin non seulement à son contrat de présentateur du Tonight Show, ainsi qu'à sa collaboration avec la chaîne débutée 22 ans plus tôt.
La dernière émission présentée par Conan O'Brien a été diffusée le 22 janvier 2010, Jay Leno reprenant officiellement son rôle d'animateur le 1er mars 2010. Par la suite, l'émission a reçu quatre nominations aux Primetime Emmy Awards, dont celui de la meilleure émission de divertissement pour la première fois depuis 2003. Avec seulement 146 épisodes diffusés, il s'agit de l'émission la plus courte de l'histoire du Tonight Show débutée en 1954.